# گروئت
گروئت (به هلندی: Groet) یک منطقهٔ مسکونی در هلند است که در برخن، هلند شمالی واقع شده‌است. گروئت c نفر جمعیت دارد.